# Phacelia viscida
Phacelia viscida là loài thực vật có hoa trong họ Mồ hôi. Loài này được (Benth.) Torr. miêu tả khoa học đầu tiên năm 1859.